# ローガン・ピアソル・スミス
ローガン・ピアソル・スミス（Logan Pearsall Smith、1865年10月18日 - 1946年3月2日）は、アメリカ合衆国生まれのイギリスの文人（随筆家・評論家）である。ハーバード大学ハーバード・カレッジとオックスフォード大学で教育を受けた彼は格言や警句、および17世紀の神性に関する専門家として知られる。1938年には自身の伝記である『忘れざる歳月』を執筆している。

## 若年期
アメリカ合衆国のニュージャージー州 ミルヴィルで生まれる。有名なクエーカーであるロバート・ピアソル・スミスとハンナ・ウィトール・スミスの息子であり、18世紀にウィリアム・ペンの秘書やペンシルベニア州の裁判長を務めたジェイムズ・ローガンの末裔でもある。母方の家系は硝子工場経営で裕福になった。少年時代にはイギリスで暮らしていたこともある。1938年の伝記で、彼は詩人のウォルト・ホイットマンの晩年における友人となったと若い頃のことを語っている。
スミスの姉であるアリーズは哲学者のバートランド・ラッセルの最初の妻である。もう一人の姉であるメアリーは2度結婚しており、最初の相手はアイルランド人法定弁護士のベンジャミン・コーン・"フランク"・コステローである。彼らの2人の娘は作家のレイ・ストレイチーと精神分析家のカリン・スティーヴンで、それぞれリットン・ストレイチーとヴァージニア・ウルフの義理の親にあたる。メアリーはのちに美術史家のバーナード・ベレンソンと結婚している。

## 教育
スミスはフィラデルフィア州立ウィリアム・ペン・チャーター・スクール、ハバフォード大学、ハーバード大学ハーバード・カレッジ、およびベルリン・フンボルト大学に通った。のちにオックスフォード大学ベリオール・カレッジで学び、1891年に卒業している。

## 職歴
スミスは自分の助けとなる若い秘書兼コンパニオンを次々と雇い入れた。文芸評論家のシリル・コノリーが1925年に最初に行った仕事がこのポストで、スミスから強い影響を受けたとされる。散文作家のロバート・ギャソルン＝ハーディがコノリーからこのポストを引き継いだ。
スミスは17世紀の神性研究の権威であった。自身の格言と警句で知られ、著書である『トリヴィア』は高い評価を受けている。また文学的完璧主義者であり、何日もかけて自身の文章を磨き上げることもあった。『言葉と慣用法』で彼は正確な英語の使用法における権威として世間に認められることになった。彼自身の伝記である『忘れざる歳月』（1938年）がおそらく現在において彼を最もよく知る手立てであろう。彼はヴィクトリア朝の文人であるウォルター・ペイターから多大な影響を受けたとされる。ジェーン・オースティンの著作を愛読書としており、自分のことを「マンスフィールド・パーカー」と言及するほどであった。登録されている従業員だけではなく、部下には作家のデスモンド・マッカーシーや美術評論家のジョン・ラッセル、詩人のロバート・カルバリー・トレベリアン、歴史家のヒュー・トレヴァー＝ローパーなどがいた。彼はヴァージニア・ウルフの小説『オーランドー』に登場するニック・グリーン（ニコラス・グリーン卿）をある程度の基準としていた。

## 私生活
時折ヨーロッパ大陸を巡る小旅行をしつつ、オックスフォード大学卒業後はイングランドに定住した上で1913年にイギリスの臣民となった。親友のデスモンド・マッカーシーとローズ・マコーレイが暮らすチェルシー地区と別名「大寒波」と呼ばれたソレント近くのウォルサッシュ村にあるチューダー様式の母屋の間を行き来することに時間を割り当てた。
ロバート・ギャルソン＝ハーディはスミスのことを「体重を偽る猫背を持つやや大きい男」と評した。さらに美術史家のケネス・クラークは「背が高くて丸まっており、鳥のように頭を前方に突っ込む彼の身体は退化した脚で不安定にバランスを保っていた」と書いている。
政治的に社会主義者であった彼はフェビアン協会創設者のグレーアム・ウォーラスに改心させられた。
1932年に画家のエセル・サンズにより描かれた彼の肖像画はロンドンのナショナル・ギャラリーに所蔵されている。

## 著作
- 1895. The Youth of Parnassus, and other stories
- 1902. Trivia
- 1907. The Life and Letters of Sir Henry Wotton. Biography
- 1909. Songs and Sonnets
- 1912. The English Language
  - 龍口直太郎訳『英語の歴史』、国際出版社（1951年）[15]
- 1919. A Treasury of English Prose
- 1920. Little Essays Drawn From The Writings Of George Santayana
- 1920 (ed.). Donne's Sermons:  Selected Passages with an Essay
- 1920. Stories from the Old Testament retold. Hogarth Press
- 1921. More Trivia
- 1923. English Idioms
- 1925. Words and Idioms
- 1927. The Prospects of Literature. Hongarth Press
- 1930 (ed.) The Golden Grove: Selected Passages From The Sermons and Writings of Jeremy Taylor
- 1931. Afterthoughts
- 1933. All Trivia. Collection
- 1933. Last Words
- 1933. On Reading Shakespeare
- 1936. Fine Writing
- 1936. Reperusals & Recollections
- 1938. Unforgotten Years
- 1938. Death in Iceland. Privately printed in Reading with Iceland: A Poem by Robert Gathorne-Hardy.
- 1940. Milton and His Modern Critics
- 1943. A Treasury Of English Aphorisms
- 1949 (ed.). A Religious Rebel: The Letters of "H.W.S." (Mrs. Pearsall Smith). Published in the USA as Philadelphia Quaker, The Letters of Hannah Whitall Smith
- 1949. (ed.). The Golden Shakespeare
- 1972. Four Words. Romantic, Originality, Creative, Genius
- 1982. Saved from the Salvage. With a Memoir of the Author by Cyril Connolly
- 1989. (Edward Burman, ed.) Logan Pearsall Smith. Anthology.